# Santdiumenge
Santdiumenge és un conjunt d'església i masia situat al municipi de Riner (Solsonès), inclòs en l'Inventari del Patrimoni Arquitectònic de Catalunya.

## Situació
Si des d'Ardèvol ens dirigim per carretera cap a Su, poc abans d'arribar a aquesta població, ens sorprendrà a l'horitzó la visió encastellada de la masia de Santdiumenge, aixecada al mateix caire de la proa del turó de Sant Diumenge, una quarantena de metres per damunt de la plana que l'envolta. Escaient és la següent dita molt popular a la comarca: "Entre Su i Freixenet, Santdiumenge en un collet". Constitueix una magnífica talaia des de la qual s'albiren els castells de Besora, el de Cardona i el d'Ardèvol. S'hi accedeix per la carretera del Miracle a Su (LV-3002), al km. 10,9, trencant a l'esquerra i pista de 900 metres. Un centenar de metres abans d'arribar a la masia trobarem, a banda i banda del camí, un parell de grans lloses esculpides: una amb l'escut de Solsona (era el cognom de l'avi dels propietaris actuals) i l'altra amb el de Santdiumenge. Són de factura recent però tenen el seu encant.

## Descripció

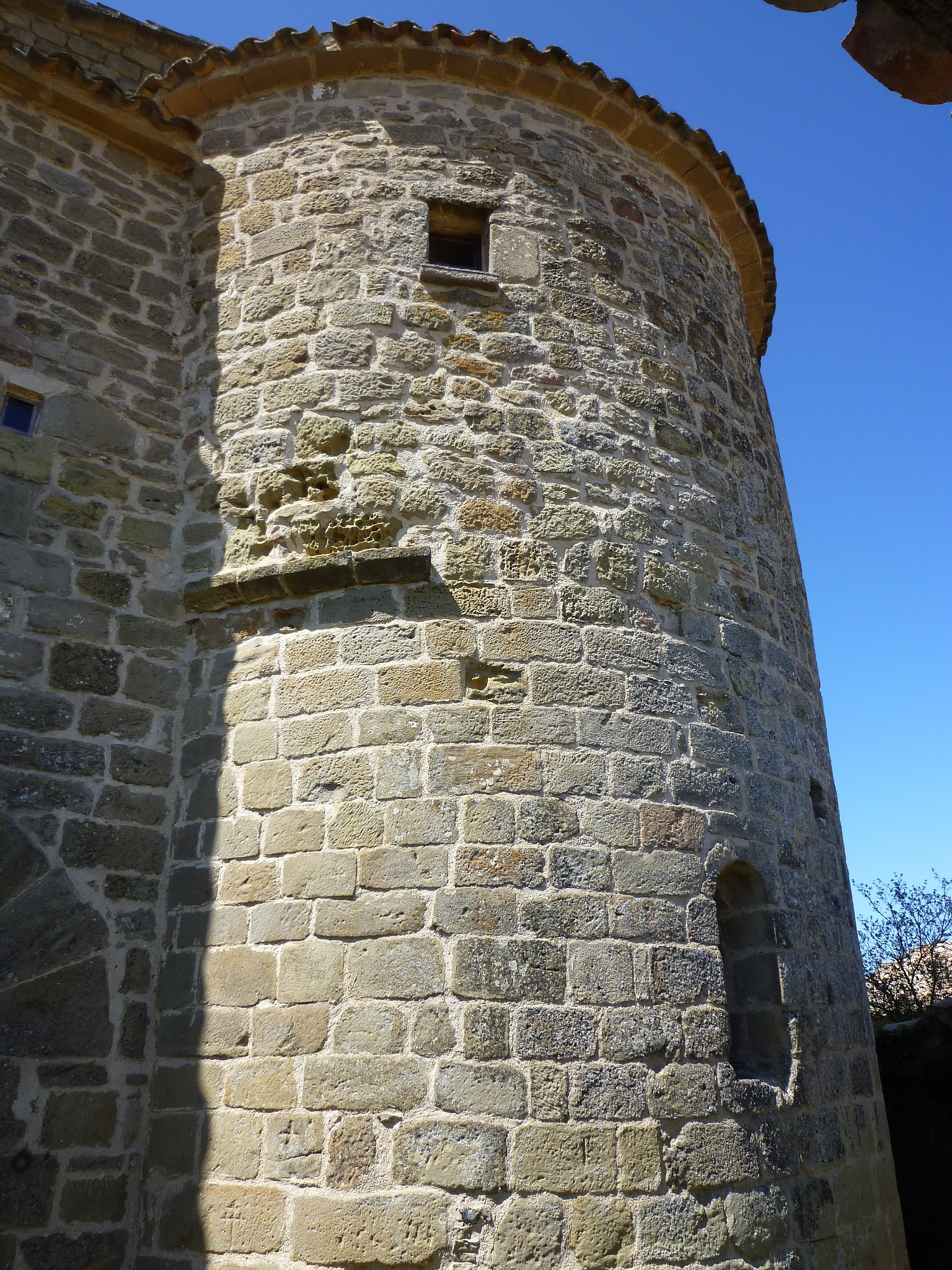
Absis de la capella

Masia orientada d'est a oest, de planta rectangular i adossada a l'església romànica. El pis superior està construït damunt de la mateixa església. La porta principal està a l'est, és d'arc de mig punt i adovellada. Posteriorment, per engrandir la casa es va construir una nova porta a l'oest. La planta baixa és de sòl de pedra i té dues grans arcades ogivals i a la dreta una gran arcada d'arc de mig punt tapiada que comunicava amb l'església. Al primer pis, al centre hi ha una arcada de les mateixes característiques i grans finestrals. A l'estança de damunt de l'església hi ha un finestral gòtic amb dues escultures de pedra a cada banda.

## Notícies històriques
Les primeres notícies que es tenen daten dels segles XI o XII, quan es va construir l'església romànica a la que es va adossar a la casa. Posteriorment, als segles xiv i xv, s'amplià la casa i es va fer una nova estança damunt de l'església que comunicava amb la casa.